# Bootania fascia
Bootania fascia is een vliesvleugelig insect uit de familie Torymidae. De wetenschappelijke naam is voor het eerst geldig gepubliceerd in 2002 door Grissell & Desjardins.